# Quảng Nguyên, Tứ Xuyên

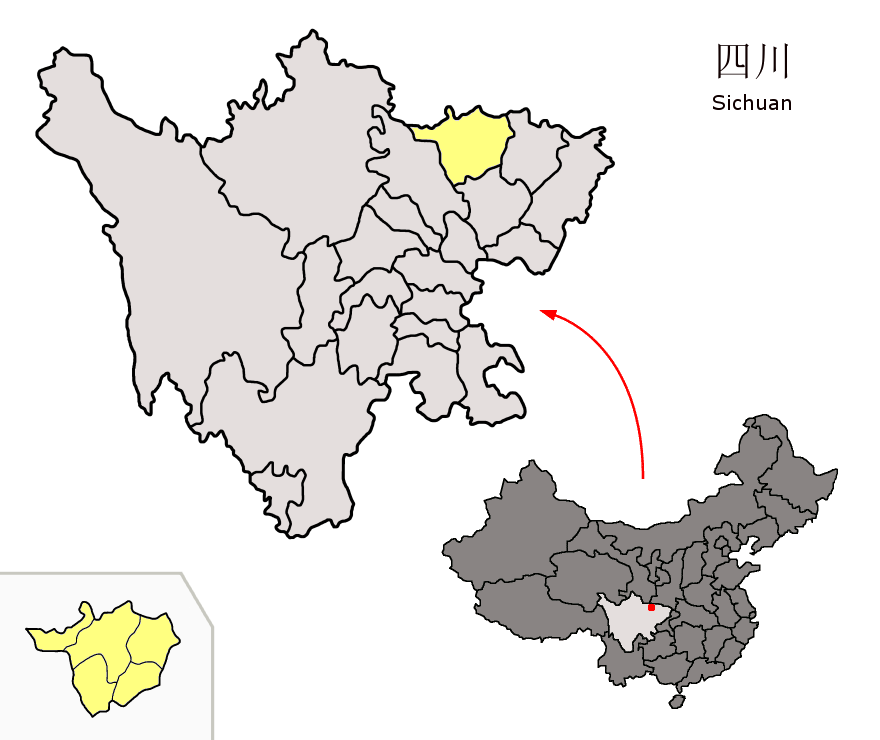
Vị trí của Quảng Nguyên (vàng) trong Tứ Xuyên

Quảng Nguyên (广元市) là một địa cấp thị thuộc tỉnh Tứ Xuyên, Cộng hòa Nhân dân Trung Hoa.

## Các đơn vị hành chính
Địa cấp thị Quảng Nguyên quản lý các đơn vị cấp huyện sau:

### Các quận nội thành
Các quận:
- Lợi Châu 利州区
- Chiêu Hóa 昭化区
- Triều Thiên 朝天区

### Các huyện
Các huyện:
- Thanh Xuyên 青川县
- Vượng Thương 旺苍县
- Kiếm Các 剑阁县
- Thương Khê 苍溪县